# Лемэй-Доан, Катриона
Катриона Энн Лемэй-Доан (англ. Catriona Ann Le May Doan, род. 23 декабря 1970 года в Саскатуне, Саскачеван, Канада) — канадская конькобежка, двукратная олимпийская чемпионка на дистанции 500 метров (1998 и 2002), 5-кратная чемпионка мира.
8-кратная чемпионка Канады. Была одной из 5 спортсменов, зажегших олимпийский огонь на церемонии открытия зимних Олимпийских игр 2010 года в Ванкувере.

## Биография
Катриона начинала как игрок в рингетт, но однажды увидев рекламу конькобежного спорта в 9-летнем возрасте она и её сестра попробовали себя в этом виде спорта. Она присоединилась к клубу конькобежцев "Саскатун Лайонс" в 1980 году и вскоре выиграла городской чемпионат, а также чемпионат Канады в своей возрастной группе в первый год соревнований. В 1983 году стала первой среди младших девочек, в 1985 году была чемпионкой в юношеской группе, а в 1986 году выиграла юниорский чемпионат Канады. Её первыми тренерами были Клаус Пост, Генриетта Гоплен и Тим Комфорт.
В 1987 году на играх Канады стала серебряным призёром на дистанции 400 м и бронзовым на 800 м. В 1988 году она переехала в Калгари, где стала тренироваться с национальной сборной. В сезоне 1988/1989 Катриона заняла 2-е место в спринте на чемпионате Канады и дебютировала на чемпионате мира среди юниоров, где заняла 24-е место в сумме многоборья. В 1991 году полноценно стала выступать на Кубке мира и на дебютном спринтерском чемпионате мира в Инцелле заняла 20-е место.
В 1992 году на своих первых зимних Олимпийских играх в Альбервилле заняла 14-е место в забеге на 500 м и 31-е на 1000 м, а в марте на чемпионате мира в Осло стала 23-й в сумме спринта, а через год стала 20-й. В том же 1993 году Катриона впервые поднялась на 3-е место в Кубке мира на дистанции 500 м. В сезоне 1993/94 стал чемпионкой Канады в многоборье и заняла 10-е место в спринте на чемпионате мира в Калгари.
В феврале 1994 года на зимних Олимпийских играх в Лиллехаммере выступила неудачно, заняв лучшее 17-е место на дистанции 1500 м, в забеге на 500 м заняла 33-е место, а на 1000 м - 19-е место. В 1996 году Лемэй-Доан победила на чемпионате Канады в спринтерском многоборье, заняла 6-е место на спринтерском чемпионате мира в Херенвене и стала 5-й в забеге на 500 м на чемпионате мира в Хамаре.
Через год стала уже 5-й в спринте на чемпионате мира в Хамаре. Переломным стал для Катрионы сезон 1997/98, когда она стала чемпионкой Канады на дистанциях 500, 1000, 1500 м, завоевала золотую медаль на спринтерском чемпионате мира в Берлине в январе 1998 года, стала чемпионкой в беге на 500 м на зимних Олимпийских играх в Нагано, и заняла 3-е место в забеге на 1000 м, а также несла канадский флаг на закрытии Игр.
В марте на чемпионате мира на отдельных дистанциях в Калгари выиграла золото в забеге на 500 м и серебро на 1000 м. Также выиграла общий зачёт Кубка мира на дистанциях 500 и 1000 м. В 1999 году стала 2-й на чемпионате мира в Калгари в сумме спринта и на индивидуальном чемпионате мира в Херенвене выиграла золото в беге на 500 м и бронзу на 1000 м.
Катриона также выиграла Кубок мира на дистанции 500 м в сезоне 1998/99. В 2000 году она заняла только 5-е место в спринте на чемпионате мира в Сеуле, а вот на индивидуальном чемпионате мира в Нагано заняла 3-е место на дистанции 500 м. В сезоне 2000/01 вновь выиграла общий зачёт Кубка мира на дистанции 500 м и заняла 3-е на 1000 м.
На чемпионате Канады 2001 года выиграла спринтерское многоборье, следом на чемпионате мира в Инцелле выиграла бронзу в сумме спринта, а на чемпионате мира в Солт-Лейк-Сити одержала победу на дистанции 500 м и стала 3-й на 1000 м. В сезоне 2001/02 в очередной раз победила в общем зачёте Кубка мира на дистанции 500 м.
Катриона Лемэй-Доан в 2002 году стала чемпионом в спринтерском многоборье на чемпионате мира в Хамаре. На зимних Олимпийских играх в Солт-Лейк-Сити несла флаг Канады на церемонии открытия и стала олимпийской чемпионкой в забеге на 500 м, а на дистанции 1000 м стала 9-й. В 2003 году заняла 7-е место в спринте на чемпионате мира в Калгари.
На индивидуальном чемпионате мира в Берлине стал 4-й в забеге на 500 м и заняла 7-е место на 1000 м. В 2003 году завершила карьеру спортсменки, установив 11 мировых и три олимпийских рекорда. 

## Личная жизнь
Катриона Лемэй-Доан окончила в 2002 году с отличием Университет Калгари, в 2003 году Университет Саскачевана и Университет Реджайны с докторской степенью. После спортивной карьеры активно участвует в Фонде Саскатуна и Фонде Катрионы Ле Мэй Доан для детей и молодежи. Она входила в Совет директоров Ванкуверского организационного комитета зимних Олимпийских игр 2010 года и является членом Совета директоров Канадского совета игр и Канадского института спорта в Калгари. В 2016 году присоединилась к Sport Calgary в качестве нового старшего директора по взаимодействию с общественностью и маркетингу, а с 2019 года является президентом и генеральным директором Sport Calgary. На зимних Олимпийских играх 2018 года Катриона была ведущим наставником спортсменов сборной Канады. В средствах массовой информации Катриона освещала пять Олимпийских игр. Она была соведущей прайм-тайм-шоу CBC "Обратный отсчет до Пекина"; присоединилась к команде олимпийского вещания CTV на Играх 2010 года в Ванкувере, что принесло ей награду Gemini за лучшую спортивную аналитику; а на Олимпийских играх 2012 года в Лондоне Катриона была соведущей олимпийского утреннего шоу. Была шеф-поваром миссии сборной Канады на зимних Олимпийских играх в Пекине 2022 года. 19 мая 2004 года Катриона родила дочь Грету Манро Ле Мэй Доан, а 7 февраля 2007 года сына Истона. Катриона живет в Калгари со своим мужем Бартом и их двумя детьми. Катриона ЛеМэй Доан вернулась в рингетт и начала играть в хоккей.

## Награды
- 1998, 2001 и 2002 год - выбрана спортсменкой года Канады[8]
- 2002 год - названа лауреатом премии Лу Марша как выдающийся спортсмен Канады
- 2005 год - включена в Зал спортивной славы Канады[9]
- 18 ноября 2005 года - названа офицером Ордена Канады
- 2006 год - включена в зал Спортивной Славы Саскачевана
- 2008 год - включена Зал Олимпийской славы Канады